# Паризот, Альдо
Альдо Паризот (итал. Aldo Parisot; 30 сентября 1918 года, Натал — 29 декабря 2018) — бразильско-американский виолончелист, музыкальный педагог.
Ученик своего отчима, известного бразильского музыкального педагога Томмазо Бабини. В 12 лет дебютировал на концертной сцене и на рубеже 1930—1940-х годов уже был концертмейстером виолончелей Бразильского симфонического оркестра, выступал и как солист. Исполнение Паризотом Концерта для скрипки и виолончели с оркестром Иоганнеса Брамса (в дуэте с Рикардо Однопозоффом) вызвало восторженную реакцию американского атташе Карлтона Спрэга Смита, задавшегося целью привлечь молодого музыканта в США. Первоначальный план, согласно которому Паризот должен был отправиться в Кёртисовский институт совершенствовать исполнительское мастерство под руководством Эмануэля Фойермана, не был воплощён в жизнь из-за скоропостижной смерти Фойермана в 1942 году, но в 1946 году Паризот всё-таки поступил в Йельский университет со специализацией по теории музыки и камерному ансамблю.
В конце 1940-х годов Паризот дебютировал в США как исполнитель (с Бостонским симфоническим оркестром) и совершил первое европейское гастрольное турне. Широко концертируя в США и Европе, Паризот продолжал сохранять связь с родиной — в том числе как пропагандист и популяризатор бразильской музыки: для него написан Второй виолончельный концерт Эйтора Вилла-Лобоса, Паризот был и первым исполнителем произведений Камарго Гварньери. С 1977 года в Бразилии под его патронажем проходили международные конкурсы скрипачей, виолончелистов и альтистов.
Паризот преподавал в классе виолончели Йельского университета с 1958 года. В разные годы он одновременно с этим работал также в Консерватории Пибоди, Консерватории Новой Англии, Джульярдской школе и Маннес-колледже. Среди его учеников, в частности, Дмитрий Яблонский и Ральф Киршбаум.